# Salvatore Sirigu
Salvatore Sirigu (Nuoro, 12 gennaio 1987) è un calciatore italiano, portiere svincolato. Con la nazionale italiana è stato campione d'Europa nel 2021.

## Caratteristiche tecniche
Talvolta accostato a Walter Zenga, sebbene il suo ex allenatore Emiliano Mondonico lo ritenesse caratterialmente più simile a Dino Zoff, è un portiere affidabile, dotato di forte personalità, freddo e sicuro tra i pali.

## Carriera

### Club

#### Gli inizi tra Venezia e Palermo
Nato a Nuoro, ma cresciuto nella frazione La Caletta di Siniscola (NU), comincia a giocare da attaccante, divenendo poi portiere, anche per via di una leggera asma che rendeva difficoltoso il suo impiego come giocatore di movimento.
Dopo essere cresciuto nelle giovanili del Posada e del Siniscola, è stato ceduto alla Puri e Forti di Nuoro e, nel 2002, dopo essere stato scartato dal Cagliari in una sola settimana, è passato al settore giovanile del Venezia, restandovi fino al 2005 senza collezionare presenze in prima squadra. Il 22 agosto 2004, in seguito alla partita di Coppa Italia persa in trasferta contro la Triestina (1-0), viene trovato un rapporto testosterone-epitestosterone superiore a 6 (laddove il massimo è 1) nel suo corpo, rischiando una squalifica mai arrivata.
L'anno seguente, svincolatosi a causa del fallimento del Venezia, si trasferisce al Palermo, dove diventa il portiere titolare della Primavera e viene utilizzato come terzo portiere della prima squadra. Nella stagione 2006-2007, a 19 anni, esordisce tra i professionisti giocando da titolare in Coppa Italia l'8 novembre 2006 in trasferta contro la Sampdoria (1-0 per i blucerchiati). Il successivo 23 novembre scende in campo anche nella gara di Coppa UEFA persa per 3-0 contro il Fenerbahçe a Istanbul. Nella medesima annata, con la Primavera vince il girone meridionale, potendo vantare la difesa meno battuta a livello nazionale e portando la sua squadra alla seconda semifinale consecutiva del Campionato Primavera.

#### Prestiti a Cremonese e Ancona
Nel luglio 2007 passa in prestito alla Cremonese, in Serie C1, per giocare e fare esperienza, con cui disputa 19 partite (con 22 gol subìti) nella stagione regolare, giungendo al secondo posto dietro al Sassuolo, più 3 partite (con 4 reti al passivo) nei play-off disputati contro il Foggia in semifinale e contro il Cittadella in finale: all'andata di tale atto conclusivo, i cremonesi vincono per 1-0 a Cittadella, ma si vedono sfumare la promozione a causa della sconfitta interna, per 1-3. L'allenatore Emiliano Mondonico disse del nuorese: «Sirigu sarà il portiere dei prossimi dieci-quindici anni.».
Per la stagione 2008-2009 viene ceduto in prestito all'Ancona, in Serie B, con la quale disputa 15 incontri subendo 24 reti. Perde il posto da titolare in seguito a un'influenza, con il mister Francesco Monaco che gli inizia a preferire da Costa.
L'epilogo vide i marchigiani raggiungere la salvezza, grazie alla vittoria nel play-out contro il Rimini.

#### Ritorno al Palermo

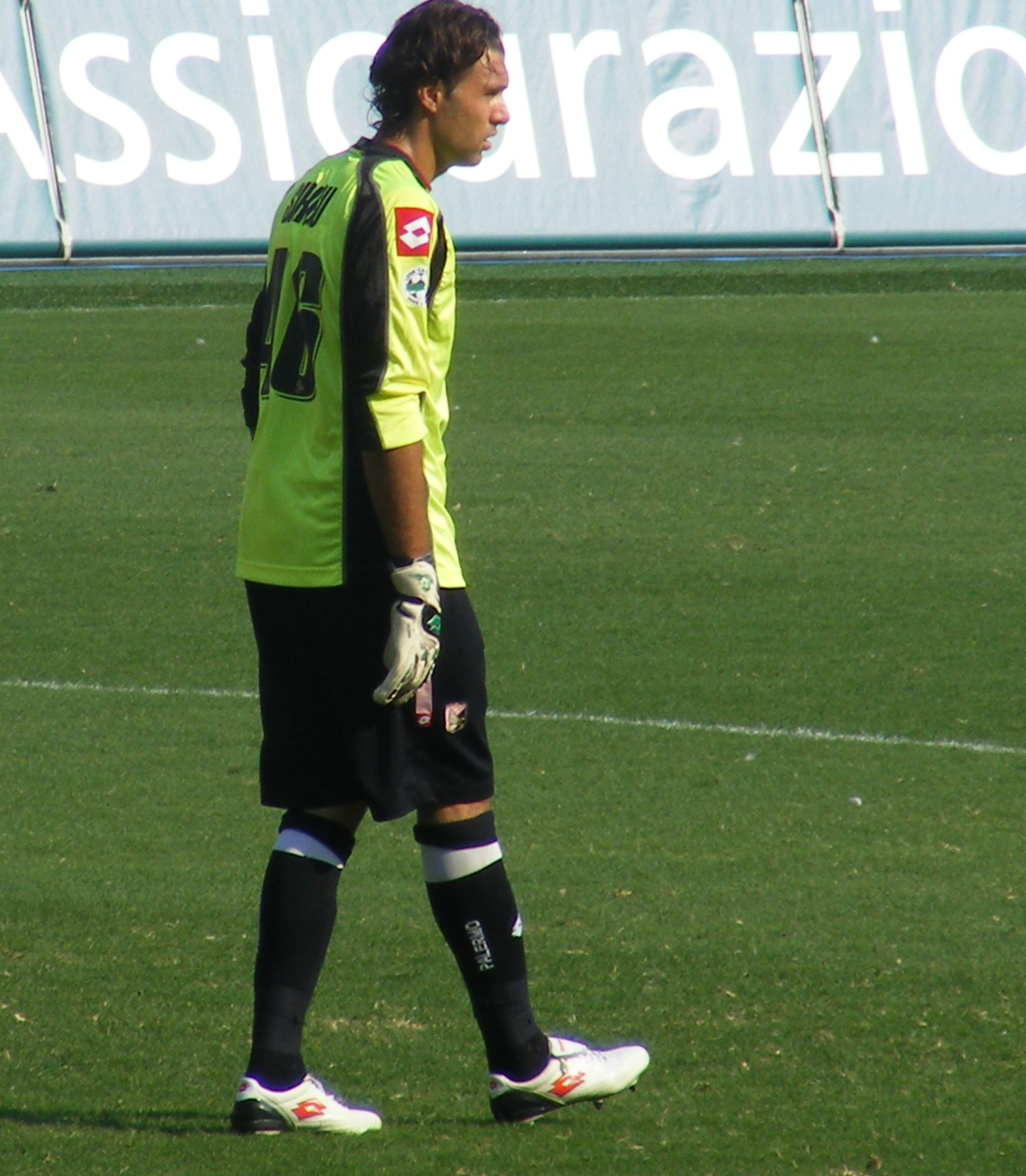
Salvatore Sirigu durante - del 27 settembre 2009

Nel calciomercato estivo del 2009 torna, per fine prestito, al Palermo, che lo inserisce nella rosa della stagione 2009-2010, inizialmente come secondo portiere alle spalle di Rubinho. Il 27 settembre, a 22 anni, esordisce in Serie A alla sesta giornata di campionato all'Olimpico contro la Lazio (1-1), disputando un'ottima partita e salvando il risultato in un paio di occasioni. Titolare anche nella successiva e delicata partita casalinga contro la Juventus (2-0 per il Palermo), si dimostra affidabile e sicuro, tanto da meritarsi il rinnovo del contratto fino al 2014 per un ingaggio di circa 135 000 euro annui. Una serie di circostanze favorevoli, come le perplessità iniziali di Rubinho e un'intuizione dell'allenatore Walter Zenga, gli hanno consentito di ritagliarsi uno spazio importante in squadra, restando poi titolare fino alla fine della stagione. Chiude la sua prima stagione in massima serie con 32 presenze e 39 gol subiti, a cui si aggiungono una presenza e due gol subiti in Coppa Italia nell'ottavo di finale perso per 2-0 contro la Lazio.
È confermato come titolare anche nella stagione 2010-2011. Alla sesta giornata di campionato, nella gara vinta dal Palermo per 2-1 in casa della Fiorentina, al 65' para un calcio di rigore per la prima volta in massima serie, ad Adem Ljajić, salvando il risultato. A livello di prestazioni, è stato il portiere con la media-voto più alta del 2010 e del girone di andata del campionato 2010-11. Il 27 febbraio 2011 subisce però sette reti - per la prima volta nella sua carriera - nella gara di ritorno Palermo-Udinese (0-7). La vittoria per 1-0 sul Milan alla 30ª giornata ferma la serie negativa di violabilità della porta di Sirigu che durava da nove partite. Chiude la stagione con 45 presenze e 74 gol complessivi subiti fra campionato, Coppa Italia (ha giocato tutte le 5 partite che hanno visto coinvolti i rosanero nella coppa nazionale persa in finale contro l'Inter per 3-1) ed Europa League; in particolare, le 62 reti subite in campionato lo rendono il portiere della seconda difesa più perforata del torneo.

#### Paris Saint-Germain

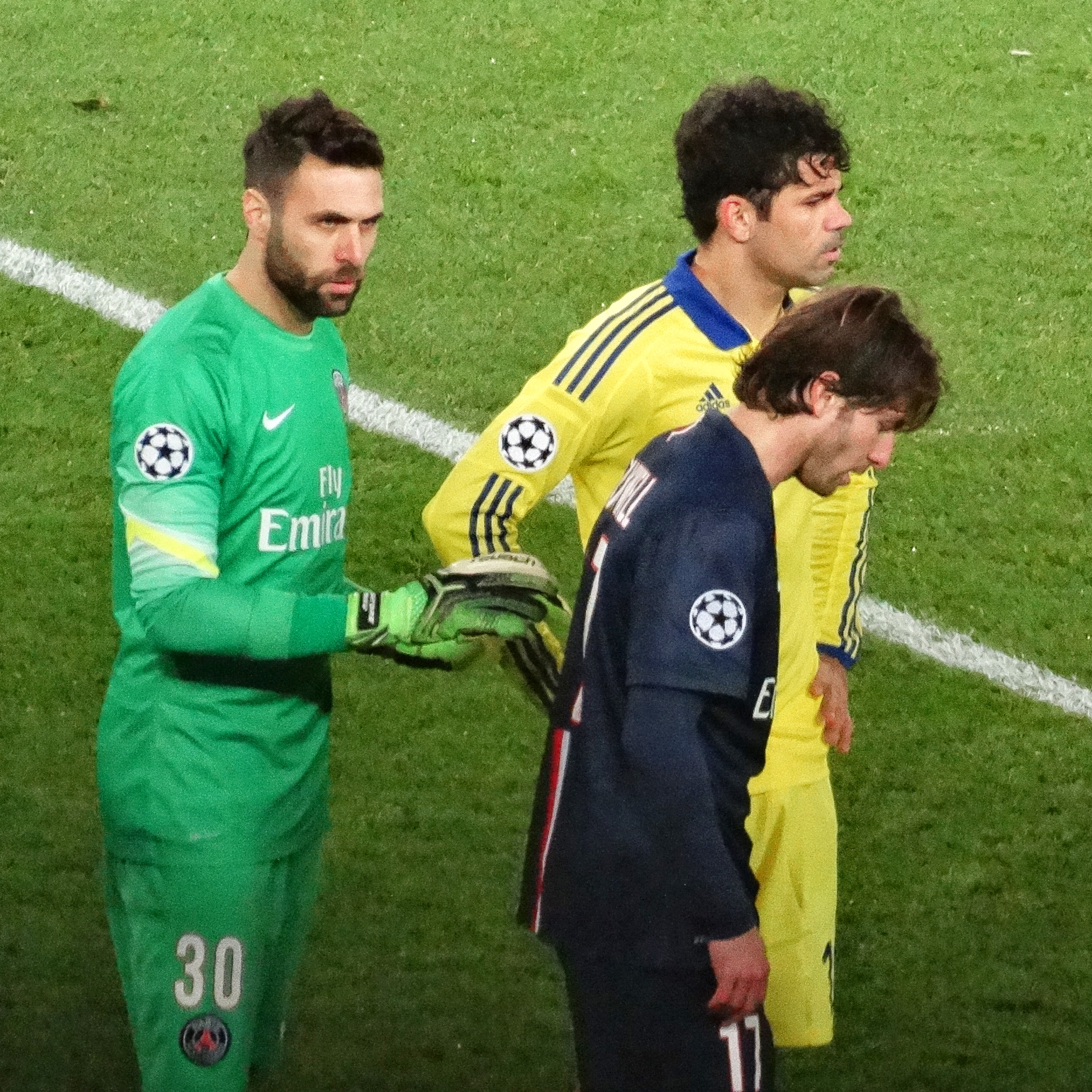
Salvatore Sirigu, insieme a Maxwell e Diego Costa durante Chelsea-Psg, 11 marzo 2015

Il 28 luglio 2011, a 24 anni, viene ceduto alla squadra francese del Paris Saint-Germain per 3,9 milioni di euro, dopo aver firmato un contratto quadriennale da 1,2 milioni a stagione. Debutta nel campionato francese il 6 agosto 2011 in Paris Saint-Germain-Lorient (0-1) alla prima giornata. Nel corso del campionato le sue prestazioni sono di alto livello. Chiude il campionato al secondo posto, alle spalle del Montpellier; contando anche le coppe, totalizza 41 presenze stagionali e 42 gol subiti.
Nella stagione 2012-2013 ottiene il record di imbattibilità per un portiere del PSG, superando il primato di 697 minuti che apparteneva a Bernard Lama. A fine anno, dopo 33 presenze in campionato e 10 in Champions League, vince il suo primo campionato e il suo nome appare due volte nel Trophées UNFP du football, come Miglior portiere della Ligue 1 e come componente della Squadra ideale della Ligue 1. Inoltre, l'IFFHS lo piazza al 7º posto nella classifica dei migliori dieci portieri dell'anno.
Apre la stagione 2013-2014 vincendo la Supercoppa di Francia in cui la sua squadra batte per 2-1 il Bordeaux il 3 agosto 2013. Il 19 aprile 2014 vince la Coupe de la Ligue battendo in finale l'Olympique Lione per 2-1, mentre a fine stagione vince nuovamente il campionato e il suo nome appare nuovamente due volte ai Trophées UNFP du football. Conclude la stagione con 37 presenze e 23 gol subiti.
Apre la stagione 2014-2015 con la vittoria della Supercoppa di Francia disputata il 2 agosto contro il Guingamp (2-0). Durante la stagione è nuovamente uno dei titolari fissi della squadra, anche se a volte finisce nel mirino della critica dei tifosi per alcune sue prestazioni non esaltanti. A seguito degli ottavi di finale di Champions League, giocati contro il Chelsea e superati grazie all'1-1 in Francia e al 2-2 al ritorno a Stamford Bridge, il 18 aprile 2015, nella vittoria per 3-1 in casa del Nizza, compie interventi importanti che contribuiscono in maniera decisiva al risultato finale. Proprio nel post-partita di Nizza-PSG si sfoga duramente contro i tifosi in un'intervista. Frattanto l'11 aprile, pur non totalizzando alcuna presenza nella competizione a favore del compagno di squadra Nicolas Douchez, vince la Coupe de la Ligue per la seconda volta consecutiva.
L'anno successivo, la società e l'allenatore Laurent Blanc puntano da subito sul nuovo acquisto Kevin Trapp, arrivato a luglio dall'Eintracht Francoforte, così Sirigu viene relegato al ruolo di secondo portiere. Viene tuttavia schierato come titolare nelle due coppe nazionali, vinte entrambe da protagonista, chiudendo la stagione con 12 presenze totali.

#### Prestiti a Siviglia e Osasuna
Il 26 agosto 2016 viene ceduto in prestito alla squadra spagnola del Siviglia. Esordisce il 17 settembre 2016, alla 4ª giornata di Liga, nella partita pareggiata 1-1 contro l'Eibar. Gioca però solo tre partite tra campionato e Coppa del Re, in quanto l'allenatore Sampaoli gli preferisce il portiere spagnolo Sergio Rico.
Il 31 gennaio 2017 rescinde il prestito con i Sevillistas, per poi trasferirsi, sempre con la formula del prestito, all'Osasuna, fino al termine della stagione. Il 15 aprile 2017, nella sconfitta in trasferta per 3-0 contro l'Atletico Madrid, Sirigu para due calci di rigore in due minuti (88' e 90') a Carrasco e a Partey. Gioca titolare ed ottiene 18 presenze nella seconda parte del campionato, non riuscendo, tuttavia, ad evitare la retrocessione della squadra di Pamplona.

#### Torino
Risolto il contratto con il Paris Saint-Germain, il 27 giugno 2017 firma con il Torino, dove si impone subito come titolare e disputa una stagione di alto profilo, che gli vale il rientro nel giro della nazionale; chiude la sua prima stagione in granata con 45 gol subiti in 37 presenze.
L'annata successiva, il 3 marzo 2019 (nel 3-0 interno contro il Chievo) batte il record di minuti senza subire reti per un portiere del Torino, prima detenuto da Luciano Castellini (che ne aveva totalizzati 517). Al termine della Serie A 2018-2019, contribuisce in maniera determinante alla conquista del settimo posto che successivamente sancisce, complice l'esclusione del Milan, il ritorno della squadra granata (e un ritorno personale per Sirigu) nelle competizioni UEFA per club, in Europa League (dopo essere stato per un breve periodo anche in lotta per i preliminari di Champions League).
Il cammino nella seconda coppa europea per prestigio si fermerà agli spareggi, perdendo contro il Wolverhampton. La stagione seguente il Torino sembra ripetersi in massima serie, concludendo il girone di andata all’ottavo posto, ma poi, iniziato il girone di ritorno, subisce un crollo che lo porta al sedicesimo di posto, un crollo che inizia nella partita contro l'Atalanta del 25 gennaio 2020, dove il Torino subisce la peggior sconfitta in casa della propria storia, perdendo per 0-7 e che, sempre a causa del medesimo risultato, Sirigu subisce - per la seconda volta in carriera - sette reti. Nei successivi due incontri di campionato, in casa del Lecce (4-0) e a Torino contro la Sampdoria (1-3), la squadra subisce altri 7 gol, portando il totale di reti incassate in tre partite a 14, il peggior passivo in tre incontri dal gennaio 1959. La sconfitta contro i salentini costa inoltre la panchina al tecnico Walter Mazzarri, sostituito il 4 febbraio 2020 dall'ex calciatore granata Moreno Longo. Tuttavia, nonostante questo ribaltamento, i granata perdono altre 3 partite, contro Sampdoria, Milan e Napoli, ottenendo una striscia negativa di 6 sconfitte consecutive in campionato. Subito dopo il match perso allo stadio San Paolo di Napoli, il campionato di Serie A viene interrotto a causa dell'emergenza Covid-19. Il campionato riprende il 20 giugno: le tre vittorie contro Udinese, Genoa e Brescia, ottenute con squadre in lotta per la salvezza come il Torino, permettono ai granata di salvarsi. Nonostante ciò, sotto la guida di Longo, il girone di ritorno è un disastro: solo 13 punti, frutto di tre vittorie, quattro pareggi e nove sconfitte. Il Torino termina così il campionato al 16º posto con 40 punti, peggior risultato dalla stagione 2008-2009 (18º posto e retrocessione). Il 3 agosto 2020, al termine del suo terzo anno in granata, si aggiudica il premio di calciatore dell'anno per i tifosi del Torino, succedendo a Belotti e Nkoulou.
La stagione seguente, iniziata alla guida di mister Giampaolo e finita agli ordini del subentrante Nicola, è di nuovo infelice per i granata e Sirigu condivide le difficoltà dei compagni con prestazioni spesso sotto il suo standard. Il 12 maggio 2021 il Torino viene sconfitto per 7-0 dal Milan fra le mura amiche: è la quarta volta in carriera che il portiere subisce sette reti in una sola gara. A fine stagione rescinde consensualmente il contratto con il club torinista.

#### Genoa
Il 2 agosto 2021 firma per il Genoa. Nonostante la piena titolarità e le buone prestazioni, l'esperienza con i Grifoni dura solo una stagione; a seguito della retrocessione in Serie B, infatti, non rinnova il contratto con il club ligure.

#### Napoli e Fiorentina
L'11 agosto 2022, a 35 anni, viene ingaggiato dal Napoli. Nella squadra partenopea, allenata da Luciano Spalletti, ricopre il ruolo di secondo portiere dietro Alex Meret, e non scende mai in campo in partite ufficiali.
Il 25 gennaio 2023, a metà della stagione, Sirigu lascia Napoli e passa a titolo definitivo alla Fiorentina per circa 700 mila euro. Esordisce con i Viola il successivo 24 febbraio, in occasione della gara contro il Braga, valida per il ritorno dei sedicesimi di finale della UEFA Europa Conference League, vinta per 3-2. Il 12 marzo 2023 torna a giocare, da titolare, una partita in Serie A nella vittoriosa trasferta di Cremona. Il 25 marzo, durante una partita di allenamento allo Stadio Franchi contro il Seravezza, un infortunio al tendine d'Achille lo costringe a terminare anzitempo la stagione in maglia viola. Nel mese di aprile, dopo l'operazione, inizia il percorso riabilitativo, rimanendo svincolato al termine della stagione.

#### Nizza e Fatih Karagümrük
Il 18 settembre 2023, dopo due settimane di prova, firma un contratto annuale con il Nizza, tornando così nel campionato francese dopo sette anni.
Non avendo collezionato alcuna presenza con il club francese, il 16 gennaio 2024 risolve il proprio contratto; nello stesso giorno, viene ufficializzato il suo trasferimento a parametro zero al Fatih Karagümrük, nella Süper Lig, con cui firma un contratto fino al termine della stagione.
L'avventura di Sirigu con la squadra turca dura solamente 6 mesi, seppur il portiere sardo si renda protagonista di ottime prestazioni.

#### Ritorno al Palermo
Il 24 agosto 2024, Sirigu fa ufficialmente ritorno al Palermo, in Serie B, con cui firma un contratto annuale. Torna in campo con la maglia rosanero il 26 settembre nella sconfitta contro il Napoli in Coppa Italia (5-0) mentre in campionato il debutto arriva soltanto il 12 gennaio 2025, visti gli infortuni di Desplanches e Gomis, nella vittoria contro il Modena (2-0). A fine stagione dopo 4 presenze rimane svincolato.

### Nazionale

#### Nazionali giovanili
Ha giocato con l'Under-18 e l'Under-19.
È stato convocato per la prima volta in Under-21 dal tecnico Pierluigi Casiraghi per la partita Italia-Albania (4-0) del 1º giugno 2007, prima gara delle qualificazioni all'Europeo. Esordisce con l'Under-21 il 21 agosto 2007, nel secondo tempo dell'amichevole Italia-Francia (2-1). Nel biennio 2007-2009 è il secondo portiere dell'Under-21, dietro il titolare Andrea Consigli.
Ai Giochi olimpici del 2008 è una delle quattro riserve convocate dalla Nazionale Olimpica di Casiraghi.
Nel 2009 partecipa, senza scendere in campo, all'Europeo Under-21 svolto in Svezia nel quale gli Azzurrini vengono eliminati in semifinale.

#### Nazionale maggiore

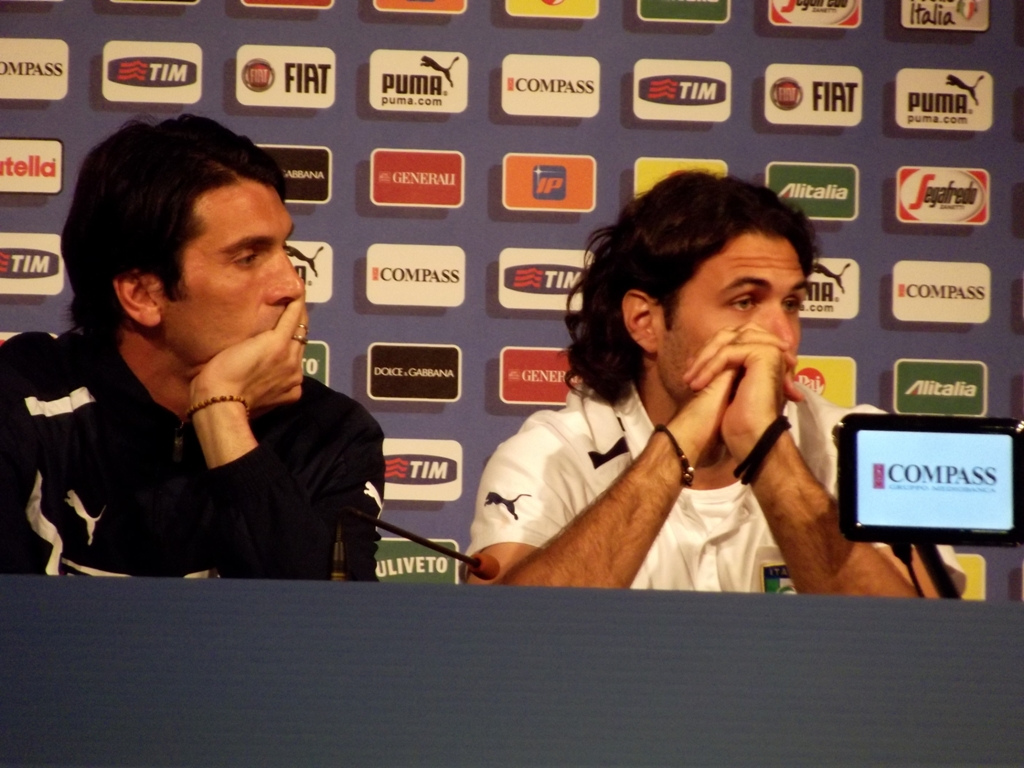
Gianluigi Buffon e Sirigu durante una conferenza stampa nel 2012

Nel febbraio 2010 ha ricevuto la prima convocazione in nazionale maggiore, a opera del CT Marcello Lippi, in vista dell'amichevole del 3 marzo contro il Camerun allo Stadio Louis II del Principato di Monaco, nella quale tuttavia non viene impiegato. Successivamente viene inserito nella lista dei 30 giocatori pre-convocati in vista del Mondiale 2010, poi ridotta a 28. Il 1º giugno 2010 viene però escluso della lista ufficiale dei 23 convocati per la competizione.
Nel successivo mese di agosto viene convocato dal nuovo CT Cesare Prandelli per la partita amichevole contro la Costa d'Avorio. Viste anche le indisponibilità di Buffon e Marchetti, il 10 agosto 2010, all'età di 23 anni, ha fatto il suo esordio giocando titolare nella gara terminata 1-0 per la squadra africana. Sirigu è stato il 61º portiere schierato nella storia della nazionale. Convocato anche per le successive partite contro Estonia e Fær Øer valide per le qualificazioni a Euro 2012, gioca da titolare la prima di queste vinta in trasferta per 2-1, esordendo dunque nelle competizioni ufficiali.
Viene inserito dal CT Prandelli nella lista dei 23 convocati per l'Europeo 2012, come terzo portiere dietro Buffon e De Sanctis. La nazionale arriva fino alla finale, persa 4-0 contro la Spagna. Nel 2013 viene convocato da Prandelli per la Confederations Cup. Non gioca alcuna partita in tale torneo, ma vince la medaglia di bronzo dopo la finale per il terzo posto vinta contro l'Uruguay.
Convocato anche per il Mondiale 2014 in Brasile, è lui a difendere i pali degli Azzurri nella gara di esordio vinta per 2-1 contro l'Inghilterra, per via di un infortunio occorso a Buffon alla vigilia della partita. Autore di un'ottima prestazione, con il rientro di Buffon resta in panchina per le successive due partite contro Costa Rica e Uruguay, perse entrambe per 1-0. L'Italia non va oltre la fase a gironi.

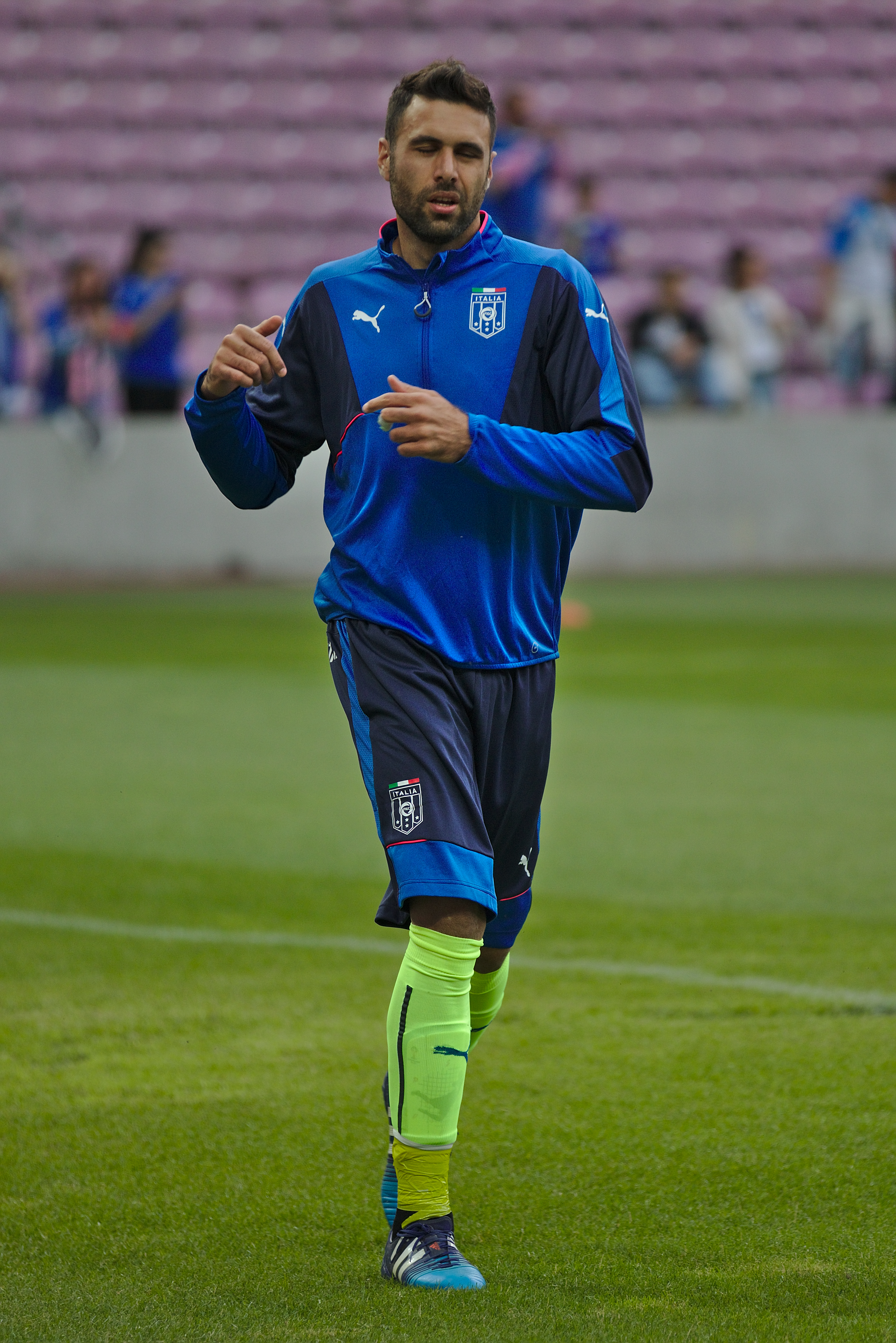
Sirigu prima dell'amichevole contro il nel 2015

Confermato dal CT Conte, viene convocato come secondo portiere anche per l'Europeo 2016 in Francia, dove a qualificazione già avvenuta viene schierato titolare nella terza partita del girone persa 1-0 contro l'Irlanda.
Esce dal giro della nazionale durante la gestione di Gian Piero Ventura, per poi tornarvi due anni dopo con il CT Roberto Mancini. Torna ad indossare la maglia della Nazionale il 1º giugno 2018 in occasione della partita amichevole contro la Francia disputata a Nizza. Nelle qualificazioni europee, che l'Italia completa con dieci successi in altrettante partite, Sirigu si alterna con Gianluigi Donnarumma: i due disputano cinque partite ciascuno e nelle sue apparizioni Sirigu subisce una sola rete, ad opera di Edin Džeko, nella sfida vinta 2-1 contro la Bosnia ed Erzegovina l'11 giugno 2019 a Torino.
L'11 novembre 2020 scende in campo per la prima volta con la fascia da capitano dal 1' minuto, nella partita amichevole vinta 4-0 contro l'Estonia a Firenze. Nel giugno 2021 viene convocato come secondo portiere anche in occasione di Euro 2020, per il suo terzo Campionato europeo. Nella terza partita del girone, a qualificazione già avvenuta, entra al posto di Donnarumma all'89' nella gara vinta 1-0 contro il Galles. Si laurea campione d'Europa l'11 luglio a Wembley, dopo la finale vinta ai rigori contro l'Inghilterra.
Il successivo 30 settembre viene confermato come secondo portiere anche nella lista dei 23 convocati per la fase finale della Nations League, disputata in Italia, dove gli Azzurri ottengono il terzo posto.

## Statistiche

### Presenze e reti nei club
Statistiche aggiornate al 31 gennaio 2025.
| Stagione                   | Squadra                    | Campionato                 | Campionato | Campionato | Coppe nazionali | Coppe nazionali | Coppe nazionali | Coppe continentali | Coppe continentali | Coppe continentali | Altre coppe | Altre coppe | Altre coppe | Totale | Totale |
| Stagione                   | Squadra                    | Comp                       | Pres       | Reti       | Comp            | Pres            | Reti            | Comp               | Pres               | Reti               | Comp        | Pres        | Reti        | Pres   | Reti   |
| -------------------------- | -------------------------- | -------------------------- | ---------- | ---------- | --------------- | --------------- | --------------- | ------------------ | ------------------ | ------------------ | ----------- | ----------- | ----------- | ------ | ------ |
| 2006-2007                  | Palermo                    | A                          | 0          | 0          | CI              | 1               | -1              | CU                 | 1                  | -3                 | -           | -           | -           | 2      | -4     |
| 2007-2008                  | Cremonese                  | C1                         | 19+3       | -22 + -4   | CI-C            | 2               | -2              | -                  | -                  | -                  | -           | -           | -           | 24     | -28    |
| 2008-2009                  | Ancona                     | B                          | 15         | -24        | CI              | 0               | 0               | -                  | -                  | -                  | -           | -           | -           | 15     | -24    |
| 2009-2010                  | Palermo                    | A                          | 32         | -39        | CI              | 1               | -2              | -                  | -                  | -                  | -           | -           | -           | 33     | -41    |
| 2010-2011                  | Palermo                    | A                          | 37         | -62        | CI              | 5               | -6              | UEL                | 3                  | -6                 | -           | -           | -           | 45     | -74    |
| 2011-2012                  | Paris Saint-Germain        | L1                         | 38         | -41        | CF+CdL          | 2+0             | -1              | UEL                | 1                  | 0                  | -           | -           | -           | 41     | -42    |
| 2012-2013                  | Paris Saint-Germain        | L1                         | 33         | -16        | CF+CdL          | 0+0             | 0               | UCL                | 10                 | -8                 | -           | -           | -           | 43     | -24    |
| 2013-2014                  | Paris Saint-Germain        | L1                         | 37         | -23        | CF+CdL          | 0+1             | -1              | UCL                | 10                 | -9                 | SF          | 1           | -1          | 49     | -34    |
| 2014-2015                  | Paris Saint-Germain        | L1                         | 34         | -28        | CF+CdL          | 0+0             | 0               | UCL                | 10                 | -15                | SF          | 1           | 0           | 45     | -43    |
| 2015-2016                  | Paris Saint-Germain        | L1                         | 3          | 0          | CF+CdL          | 6+3             | -4 + -2         | UCL                | 0                  | 0                  | SF          | 0           | 0           | 12     | -6     |
| Totale Paris Saint-Germain | Totale Paris Saint-Germain | Totale Paris Saint-Germain | 145        | -108       |                 | 12              | -8              |                    | 31                 | -32                |             | 2           | -1          | 190    | -149   |
| 2016-gen. 2017             | Siviglia                   | PD                         | 2          | -3         | CR              | 1               | -1              | UCL                | 0                  | 0                  | -           | -           | -           | 3      | -4     |
| gen.-giu. 2017             | Osasuna                    | PD                         | 18         | -51        | CR              | -               | -               | -                  | -                  | -                  | -           | -           | -           | 18     | -51    |
| 2017-2018                  | Torino                     | A                          | 37         | -45        | CI              | 1               | -1              | -                  | -                  | -                  | -           | -           | -           | 38     | -46    |
| 2018-2019                  | Torino                     | A                          | 36         | -35        | CI              | 2               | -2              | -                  | -                  | -                  | -           | -           | -           | 38     | -37    |
| 2019-2020                  | Torino                     | A                          | 36         | -64        | CI              | 2               | -5              | UEL                | 6                  | -7                 | -           | -           | -           | 44     | -76    |
| 2020-2021                  | Torino                     | A                          | 32         | -62        | CI              | 0               | 0               | -                  | -                  | -                  | -           | -           | -           | 32     | -62    |
| Totale Torino              | Totale Torino              | Totale Torino              | 141        | -206       |                 | 5               | -8              |                    | 6                  | -7                 |             | -           | -           | 152    | -221   |
| 2021-2022                  | Genoa                      | A                          | 37         | -59        | CI              | 0               | 0               | -                  | -                  | -                  | -           | -           | -           | 37     | -59    |
| 2022-gen. 2023             | Napoli                     | A                          | 0          | 0          | CI              | -               | -               | UCL                | 0                  | 0                  | -           | -           | -           | 0      | 0      |
| gen.-giu. 2023             | Fiorentina                 | A                          | 1          | 0          | CI              | 0               | 0               | UECL               | 1                  | -2                 | -           | -           | -           | 2      | -2     |
| 2023-gen. 2024             | Nizza                      | L1                         | 0          | 0          | CF              | 0               | 0               | -                  | -                  | -                  | -           | -           | -           | 0      | 0      |
| gen.-giu. 2024             | Fatih Karagümrük           | SL                         | 17         | -15        | TK              | 2               | -1              | -                  | -                  | -                  | -           | -           | -           | 19     | -16    |
| 2024-2025                  | Palermo                    | B                          | 3          | -2         | CI              | 1               | -5              | -                  | -                  | -                  | -           | -           | -           | 4      | -7     |
| Totale Palermo             | Totale Palermo             | Totale Palermo             | 72         | -103       |                 | 8               | -14             |                    | 4                  | -9                 |             | -           | -           | 84     | -126   |
| Totale carriera            | Totale carriera            | Totale carriera            | 470        | -595       |                 | 30              | -34             |                    | 42                 | -50                |             | 2           | -1          | 544    | -680   |

### Cronologia presenze e reti in nazionale
| Cronologia completa delle presenze e delle reti in nazionale ― Italia | Cronologia completa delle presenze e delle reti in nazionale ― Italia | Cronologia completa delle presenze e delle reti in nazionale ― Italia | Cronologia completa delle presenze e delle reti in nazionale ― Italia | Cronologia completa delle presenze e delle reti in nazionale ― Italia | Cronologia completa delle presenze e delle reti in nazionale ― Italia | Cronologia completa delle presenze e delle reti in nazionale ― Italia | Cronologia completa delle presenze e delle reti in nazionale ― Italia |
| Data                                                                  | Città                                                                 | In casa                                                               | Risultato                                                             | Ospiti                                                                | Competizione                                                          | Reti                                                                  | Note                                                                  |
| --------------------------------------------------------------------- | --------------------------------------------------------------------- | --------------------------------------------------------------------- | --------------------------------------------------------------------- | --------------------------------------------------------------------- | --------------------------------------------------------------------- | --------------------------------------------------------------------- | --------------------------------------------------------------------- |
| 10-8-2010                                                             | Londra                                                                | Italia                                                                | 0 – 1                                                                 | Costa d'Avorio                                                        | Amichevole                                                            | -1                                                                    |                                                                       |
| 3-9-2010                                                              | Tallinn                                                               | Estonia                                                               | 1 – 2                                                                 | Italia                                                                | Qual. Euro 2012                                                       | -1                                                                    |                                                                       |
| 15-8-2012                                                             | Berna                                                                 | Inghilterra                                                           | 2 – 1                                                                 | Italia                                                                | Amichevole                                                            | -2                                                                    |                                                                       |
| 14-11-2012                                                            | Parma                                                                 | Italia                                                                | 1 – 2                                                                 | Francia                                                               | Amichevole                                                            | -2                                                                    |                                                                       |
| 31-5-2013                                                             | Bologna                                                               | Italia                                                                | 4 – 0                                                                 | San Marino                                                            | Amichevole                                                            | -                                                                     | 71’                                                                   |
| 11-6-2013                                                             | Rio de Janeiro                                                        | Italia                                                                | 2 – 2                                                                 | Haiti                                                                 | Amichevole                                                            | -                                                                     | 46’                                                                   |
| 18-11-2013                                                            | Londra                                                                | Italia                                                                | 2 – 2                                                                 | Nigeria                                                               | Amichevole                                                            | -2                                                                    |                                                                       |
| 31-5-2014                                                             | Londra                                                                | Italia                                                                | 0 – 0                                                                 | Irlanda                                                               | Amichevole                                                            | -                                                                     |                                                                       |
| 14-6-2014                                                             | Manaus                                                                | Inghilterra                                                           | 1 – 2                                                                 | Italia                                                                | Mondiali 2014 - 1º turno                                              | -1                                                                    |                                                                       |
| 4-9-2014                                                              | Bari                                                                  | Italia                                                                | 2 – 0                                                                 | Paesi Bassi                                                           | Amichevole                                                            | -                                                                     |                                                                       |
| 18-11-2014                                                            | Genova                                                                | Italia                                                                | 1 – 0                                                                 | Albania                                                               | Amichevole                                                            | -                                                                     | 72’                                                                   |
| 28-3-2015                                                             | Sofia                                                                 | Bulgaria                                                              | 2 – 2                                                                 | Italia                                                                | Qual. Euro 2016                                                       | -2                                                                    |                                                                       |
| 12-6-2015                                                             | Spalato                                                               | Croazia                                                               | 1 – 1                                                                 | Italia                                                                | Qual. Euro 2016                                                       | -                                                                     | 46’                                                                   |
| 16-6-2015                                                             | Ginevra                                                               | Italia                                                                | 0 – 1                                                                 | Portogallo                                                            | Amichevole                                                            | -1                                                                    |                                                                       |
| 17-11-2015                                                            | Bologna                                                               | Italia                                                                | 2 – 2                                                                 | Romania                                                               | Amichevole                                                            | -1                                                                    | 69’                                                                   |
| 6-6-2016                                                              | Verona                                                                | Italia                                                                | 2 – 0                                                                 | Finlandia                                                             | Amichevole                                                            | -                                                                     |                                                                       |
| 22-6-2016                                                             | Lilla                                                                 | Italia                                                                | 0 – 1                                                                 | Irlanda                                                               | Euro 2016 - 1º turno                                                  | -1                                                                    | 39’                                                                   |
| 1-6-2018                                                              | Nizza                                                                 | Francia                                                               | 3 – 1                                                                 | Italia                                                                | Amichevole                                                            | -3                                                                    |                                                                       |
| 20-11-2018                                                            | Genk                                                                  | Italia                                                                | 1 – 0                                                                 | Stati Uniti                                                           | Amichevole                                                            | -                                                                     |                                                                       |
| 26-3-2019                                                             | Parma                                                                 | Italia                                                                | 6 – 0                                                                 | Liechtenstein                                                         | Qual. Euro 2020                                                       | -                                                                     |                                                                       |
| 8-6-2019                                                              | Atene                                                                 | Grecia                                                                | 0 – 3                                                                 | Italia                                                                | Qual. Euro 2020                                                       | -                                                                     |                                                                       |
| 11-6-2019                                                             | Torino                                                                | Italia                                                                | 2 – 1                                                                 | Bosnia ed Erzegovina                                                  | Qual. Euro 2020                                                       | -1                                                                    |                                                                       |
| 15-10-2019                                                            | Vaduz                                                                 | Liechtenstein                                                         | 0 – 5                                                                 | Italia                                                                | Qual. Euro 2020                                                       | -                                                                     |                                                                       |
| 18-11-2019                                                            | Palermo                                                               | Italia                                                                | 9 – 1                                                                 | Armenia                                                               | Qual. Euro 2020                                                       | -                                                                     | 76’                                                                   |
| 7-10-2020                                                             | Firenze                                                               | Italia                                                                | 6 – 0                                                                 | Moldavia                                                              | Amichevole                                                            | -                                                                     | 67’                                                                   |
| 11-11-2020                                                            | Firenze                                                               | Italia                                                                | 4 – 0                                                                 | Estonia                                                               | Amichevole                                                            | -                                                                     | Cap.                                                                  |
| 20-6-2021                                                             | Roma                                                                  | Italia                                                                | 1 – 0                                                                 | Galles                                                                | Euro 2020 - 1º turno                                                  | -                                                                     | 89’                                                                   |
| 8-9-2021                                                              | Reggio Emilia                                                         | Italia                                                                | 5 – 0                                                                 | Lituania                                                              | Qual. Mondiali 2022                                                   | -                                                                     | 46’                                                                   |
| Totale                                                                |                                                                       | Presenze                                                              | 28                                                                    |                                                                       | Reti                                                                  | -18                                                                   |                                                                       |

## Palmarès

### Club
- Campionato francese: 4

Paris Saint-Germain: 2012-2013, 2013-2014, 2014-2015, 2015-2016
- Supercoppa francese: 3

Paris Saint-Germain: 2013, 2014, 2015
- Coppa di Lega francese: 3

Paris Saint-Germain: 2013-2014, 2014-2015, 2015-2016
- Coppa di Francia: 2

Paris Saint-Germain: 2014-2015, 2015-2016

### Nazionale
- Campionato d'Europa: 1

Europa 2020

### Individuale
- Trophées UNFP du football: 4

Miglior portiere della Ligue 1: 2013, 2014
Squadra ideale della Ligue 1: 2013, 2014